# Ekonomika Maďarska
Maďarsko je vyspělá tržní ekonomika výrazně orientovaná na export. Těší se jednomu z nejrychlejších růstů HDP v současné Evropě (v roce 2018 5,1 %). Je členem organizace OECD, má 13. nejnižší příjmovou nerovnost na světě a 4. nejnižší míru nezaměstnanosti v Evropě (3,4 %). Téměř dvě třetiny obyvatel Maďarska pracují v sektoru služeb a 31 % v průmyslovém sekundéru.

## Historický vývoj

### Meziválečné Maďarsko
Maďarská ekonomika se již v dobách vzniku státu, tj. roku 1918, okamžitě propadla do krize. Důvodem pro to bylo odtržení pohraničních území (Slovenska, Podkarpatské Rusi, Sedmihradska, Vojvodiny, Chorvatska a Burgenlandu) a zpřetrhání dlouholetých ekonomických vazeb mezi centrem státu a jeho okraji, bohatými na suroviny. Krize, která ve 20. a v 30. letech nakonec vedla k vytvoření autoritativního režimu, se projevila například pádem domácí měny a nepomohly jí ani špatné vztahy republiky se svými novými sousedy, převážně s Československem a Rumunskem.

### Hyperinflace
Nejvyšší míra inflace v dějinách Maďarska byla dosažena v období od konce roku 1945 do července 1946. V roce 1944 byla nejvyšší nominální hodnota vydávaných bankovek 1 000 maďarských pengő. Na konci roku 1945 to již bylo 10 000 000 pengő. V průběhu roku 1946 se tato hodnota zvýšila na 100 000 000 000 000 000 000 (sto trilionů). Došlo k zavedení speciální měny adópengő, určené pro daňové a poštovní platby. Hodnota adópenga byla každým dnem přizpůsobována současnému kurzu. Zatímco 1. ledna 1946 se jedno adópengő rovnalo jednomu pengu, ke konci července 1946 se již rovnalo 2 000 000 000 000 000 000 000 (2 triliardám) peng. V srpnu 1946, kdy došlo k nahrazení maďarského penga maďarským forintem, se hodnota všech maďarských bankovek v oběhu rovnala jedné tisícině amerického dolaru.
Jedná se o nejvyšší zaznamenaný případ inflace, která měsíčně rostla o 1,3×1016 %, ceny se tak každých 15 hodin zdvojnásobovaly. Celkový dopad hyperinflace byl zastaven až měnovou reformou z 1. srpna 1946, kdy bylo 400 000 000 000 000 000 000 000 000 000 (400 quadriliard) pengő proměněno na 1 forint.

### Socialistické Maďarsko
Po roce 1945 se Maďarsko začalo postupně začleňovat do východních struktur a svojí ekonomiku vázat na SSSR a další lidově demokratické státy. Právě odsud přišlo mnoho investic, tehdejší vláda navíc podporovala překotnou industrializaci v stalinistickém stylu. Podniky byly znárodněny, zemědělství zkolektivizováno. Tento model národního hospodářství fungoval po celá 50. léta, ke změně došlo až v roce 1968. Tehdy se Maďarsko pootevřelo zahraničnímu obchodu a umožnilo do jisté omezené míry fungování trhu (známé též pod názvem gulášový socialismus). Díky tomu se země těšila z jedné z nejvyšších životních úrovní v celé RVHP (po NDR a ČSSR), problémy se ale objevily v zemědělství a průmyslu, kde začaly výrobní technologie zastarávat. Začal se též zvyšovat i státní dluh; během 70. a 80. let narostl zhruba patnáctinásobně.
Situace se postupně zhoršovala, což donutilo vládu v roce 1988 systém ještě více upravit směrem k západním ekonomikám. Vznikl dvoustupňový bankovní systém, zavedeny byly nové daně (například daně z příjmu). Země se tak pomalu začala připravovat na ekonomiku volného trhu, která přišla po roce 1989.

### Postkomunistická éra a integrace do západních struktur

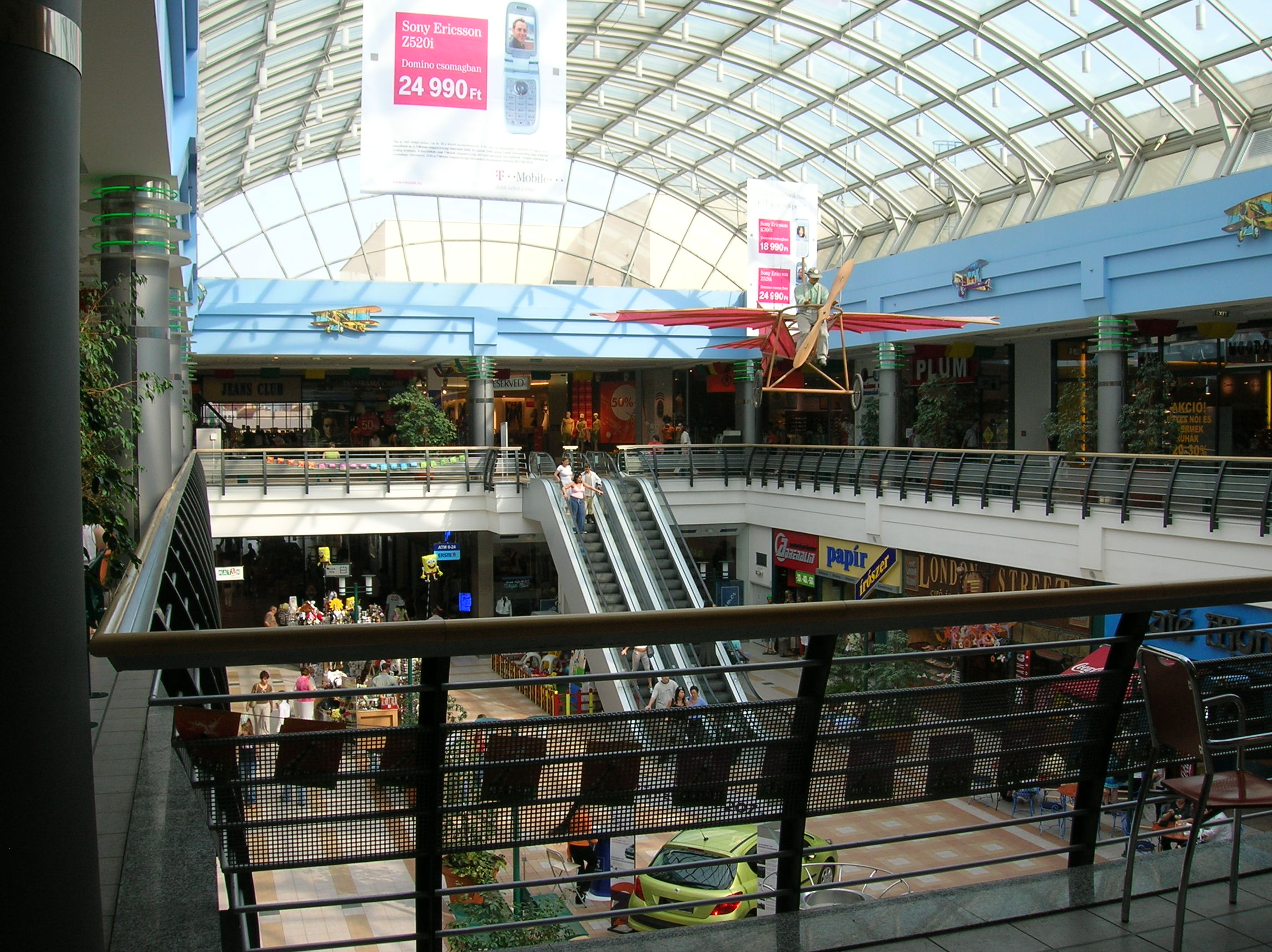
Po roce 1989 nastal rozvoj hlavně v sektoru služeb; vzniklo mnoho nových obchodních domů, zde Miskolc Plaza

Mezi lety 1990 a 1994 tehdejší premiér József Antall provedl rozsáhlou liberalizaci, též byla přepracována daňová soustava. Několik prvních let po revoluci pomáhal s financování také Mezinárodní měnový fond. Mnohé služby, jež byly socialistickými vládami dotované, najednou být přestaly, což vedlo k zvýšení cen například za dopravu, léky, energie a jídlo. Velké množství podniků bylo privatizováno, jiné se ale nepřizpůsobily trhu a zkrachovaly, či se musely radikálně přeorientovat (Ikarus). HDP se propadl, protože ustal vývoz na východ, převážně do zemí bývalého SSSR. Narostla též nezaměstnanost, státní rozpočty končily zásadně deficitem.
Tehdejší premiér Gyula Horn se v březnu 1995 pokusil celou situaci vyřešit velkou privatizací mnohých státních podniků. Klesly také i výdaje vlády. Podíl veřejného sektoru na tvorbě HDP poklesl z 62 % na méně než 50 %. To pomalu nastartovalo ekonomický růst, v první polovině prvého desetiletí 21. století začal vzestup v porovnání s posledními lety vskutku nevídaný. Též mu napomohl i vstup do EU v květnu 2004.
Avšak poté se situace opět začala horšit, především díky zvyšujícímu se tempu zadlužování vlády premiéra Ference Gyurcsánye a též i zastavením některých důležitých reforem. Odkládání nezbytných reforem vedlo k propadu a nakonec k problémům, které se plně projevily během tzv. finanční krize na přelomu let 2008 a 2009. Maďarský forint prudce oslabil a země požádala o zahraniční pomoc, a to jak mezinárodní instituce, tak i Evropskou unii.

### Hospodářská krize 2008/2009
Maďarsko patří ke státům nejvíce postiženým světovou hospodářskou krizí. Důvod tohoto je zřejmý. Maďarsko během posledních 30 let vytvořilo neúměrně veliký státní dluh, který již není schopno splácet. Ekonomická krize odhalila velice slabé základy maďarského hospodářství. Důsledky jsou znepokojivé. Zadluženost státu se vyšplhala na 73 procent HDP, v ČR a SR je to asi 30 procent. Úroky z dluhů odčerpávají 3,5–4 procenta domácího produktu, což je vyšší suma než součet zdrojů z evropských fondů. 6. března stálo euro 317 forintů, v červenci 2008 to bylo 230. V průběhu roku 2008 stoupla zadluženost maďarských domácností více než o dva biliony forintů (6,25 miliardy eur). Celkový objem úvěrů je 11,87 miliardy eur, z nichž bylo téměř 80 procent poskytnuto v cizích měnách. Od října 2008 do března 2009 ztratilo práci v důsledku hospodářské krize 30 tisíc zaměstnanců.
V desetimilionové zemi představuje míra nezaměstnanosti 8,6 procenta, kvůli krizi se může vyšplhat až na deset procent. Míra zaměstnanosti je neuvěřitelně nízká, 57procentní (v ČR a SR je hodně nad 60 procenty). Financovat je zapotřebí asi tři miliony důchodců. Daňová zátěž je obrovská. Z hrubé mzdy odvádějí Maďaři 54 procent (v ČR 42,9, v SR 38,5 procenta). Ekonomický propad početných skupin obyvatelstva má již vliv i na kriminalitu. Za prvních šest týdnů roku 2009 se odehrálo tolik bankovních loupeží, jako v roce 2008 za půlrok. Roste národnostní napětí, o útocích na Romy se píše i v zahraničí, zatímco maďarský tisk přináší více zpráv o trestných činech spáchaných Romy.
Poslední odhady vývoje Maďarské ekonomiky, naznačují propad v rozmezí 7-9 % HDP (v ČR – 2-3%).“.

### Současná situace
Nová vláda premiéra Viktora Orbána a jeho Fidesz zaujala v reakci na hospodářský rozvrat několik výrazných opatření včetně zdanění bank. Ty navíc zvláštním zákonem přiměla zafixovat kurz forintu pro splácení úvěrů, čímž stabilizovala situaci půl milionu lidí s úvěry v zahraničních bankách, které propad forintu dostal do závažných potíží. Kromě toho vláda přistoupila ke kontroverznímu zestátnění peněz uložených v penzijních fondech, čímž sanovala předlužený státní rozpočet. Maďarsko zároveň výrazně snížilo daňovou zátěž pro firmy, což do země přivedlo mnoho zahraničních investorů a zaměstnavatelů.
Po mírné recesi v roce 2012 se HDP znovu začal zvedat v roce 2014 a růst trvá dodnes. Nárůst počtu pracovních míst vedl až k markantnímu snížení nezaměstnanosti na dnešních 3,4 %. Pokud jde o příjmy, jsou Maďaři stále pátí nejchudší v Evropě s mediánem 3,54 eur na hodinu. V prvním čtvrtletí 2019 činila hodnota meziročního vzrůstu HDP 5,3 %. Jde o nejrychlejší růst ekonomiky země za posledních 15 let a zároveň nejrychlejší ze všech zemí Evropské unie. Hlavními tahouny maďarského růstu jsou služby, stavebnictví a průmyslová výroba. 

## Ekonomické sektory Maďarska

### Zemědělství
Maďarské zemědělství se podílí zhruba 3,9 % na celkovém HDP a je v něm zaměstnáno zhruba 4,8 % pracujících občanů. Ze všech zemí Evropské unie má Maďarsko největší část rozlohy pokrytou úrodnou půdou, téměř polovina maďarského území je kultivována a využívána v zemědělství. Rozsáhlé úrodné nížiny a kontinentální klima s teplými léty dávají příležitost k pěstování pšenice, kukuřice, slunečnice, cukrové řepy či brambor. Dále se zde daří širokému spektru ovoce, jako jsou například jablka, melouny, švestky a hrušky. Maďarsko má také několik viničních oblastí, například severovýchodní Tokaj (v pohraničí se Slovenskem) se světoznámým Tokajským vínem.
Důležitou součástí maďarského kulinářského dědictví je foie gras. Specialita z husích jater zaměstnává více než 32 tisíc farmářů a Maďarsko se díky ní řadí na druhé místo v žebříčku světových producentů. Další symbol Maďarské kuchyně a zemědělství obecně je paprika se svými centry v Szegedíně a Kalocsi, nebo třeba výrobky ze šlechtěných prasat mangalic.

### Průmysl
Mezi hlavní sektory průmyslu patří těžký průmysl (ocelářství, těžba uhlí), energetika, chemie, potravinářství a automobilová produkce. Průmysl přispěl v roce 2017 31,3 % do státního HDP. Spolu s přechodem na tržní ekonomiku zažilo Maďarsko značnou modernizaci. Čím dál větší úlohu zastává strojírenství, chemický průmysl (výroba plastů a léčiv), zatímco hutnictví, hornictví a textilní průmysl ztrácí v posledních dvaceti let na důležitosti. Důležitou složkou exportu nadále zůstává potravinářství (tvoří 7-8 % exportu).
Značné oblibě se v Maďarsku těší automobilový průmysl. Absenci národní automobilky zastupují továrny mnoha světových automobilek (Stellantis v Szentgotthárdu, Suzuki v Ostřihomi, Mercedes-Benz v Kecskemétu a Audi v Győru). Toto odvětví zaměstnává v Maďarsku 90 tisíc lidí. 
Důležitou roli má v Maďarsku také jaderná energetika. Elektrárna  Paks I., postavená společností ROSATOM, zajišťuje až 50% maďarské spotřeby energie. Je vybavena čtyřmi reaktory VVER 440, V213, které po rozsáhlé rekonstrukci a modernizaci i za účasti čs. firem, zvýšily výkon na 500 - 510MWe, vč. dodávek nových modifikací jaderného paliva ruskou firmou TVEL. 
Momentálně jsou v dostavbě dva bloky VVER 1200,  které staví ruská společnost Rosatom. Stavba začala v r. 2020 výstavbou pomocných budov a přípravou staveniště.  V srpnu 2022 byly zahájené výkopové práce na základové jámě prvního bloku. Uzavřená Smlouvá neřeší případnou inflaci.  Ruská strana dodá navážku prvního paliva a pak po dobu dalších 10 let. Půjčka s ruskou stranou, bude splatná po uvedení bloků do plného provozu. Dokončeny by měly být po r. 2033. Na výstavbě obou jaderných bloků se bude podílet i čs. strana. 

### Služby
Služby v roce 2017 tvořily 64,8% maďarského HDP a jejich role v rámci ekonomiky stále roste. Tento sektor podstatně těží z postupných investic do infrastruktury. Díky své poloze a relativně slušné dálniční síti Maďarsko funguje jako křižovatka mezi střední Evropou a Balkánem. Značný finanční obnos plyne do státní kasy i z cestovního ruchu. Hlavní město Budapešť láká turisty na krásnou architekturu, bujarý noční život či proslulé lázně. V roce 2017 do maďarské metropole dorazilo alespoň na jednu noc 4,3 milionů lidí. Další oblíbenou turistickou destinací je jezero Balaton. 
Mezi nejvýznamnější maďarské firmy patří ropný a plynárenský koncern MOL, elektrotechnická firma Videoton nebo největší maďarská banka OTP. 